# Каридица
Каридѝца или Спу̀рта (на гръцки: Καρυδίτσα, до 1927 година Σπούρτα, Спурта) е село в Гърция, в дем Кожани, област Западна Македония.

## География
Селото е разположено на 610 m надморска височина, на 6 km южно от Кожани.

## История

### В Османската империя
В 1528 година Спурта има 20 домакинства с 90 жители.
В края на ХІХ век Спурта е гръцки християнски чифлик в югозападната част на Кожанската каза на Османската империя. Последният собственик на чифлика преди анексията от Гърция в 1912 година е Мури бей. Църквата „Свети Йоан Богослов“ е от 1866 година. Александър Синве ("Les Grecs de l’Empire Ottoman. Etude Statistique et Ethnographique"), който се основава на гръцки данни, в 1878 година пише, че в Скорта (Scorta) живеят 280 гърци.
Според статистиката на Васил Кънчов („Македония. Етнография и статистика“) през 1900 година в Спарта има 108 гърци.
На Етнографската карта на Битолския вилает на Картографския институт в София от 1901 година Спарта е чисто гръцко село в Кожанската каза на Серфидженския санджак с 21 къщи.
Според статистика на Серфидженския санджак на гръцкото консулство в Еласона от 1904 година в Спурта (Σπούρτα), Кожанска каза, живеят 115 гърци елинофони християни.
По данни на секретаря на Българската екзархия Димитър Мишев („La Macédoine et sa Population Chrétienne“) в 1905 година в Спарта (Sparta) има 105 гърци.

### В Гърция
През Балканската война в 1912 година в селото влизат гръцки части и след Междусъюзническата в 1913 година Спурта остава в Гърция. През 1927 година името на селото е сменено на Каридица.
Населението традиционно произвежда тютюн, жито и други земеделски продукти, като се занимава и със скотовъдство.
| Година    | 1913 | 1920 | 1928 | 1940 | 1951 | 1961 | 1971 | 1981 | 1991 | 2001 | 2011 | 2021 |
| --------- | ---- | ---- | ---- | ---- | ---- | ---- | ---- | ---- | ---- | ---- | ---- | ---- |
| Население | 230  | 267  | 327  | 465  | 596  | 734  | 720  | 899  | 949  | 953  | 904  | 818  |